# De flauwgevallen patiënt
De flauwgevallen patiënt (de reukzin) is een klein schilderij van Rembrandt van Rijn (1606-1669) dat verloren was gewaand, maar dat in 2015 ontdekt is bij een kunstveiling. Het is een paneel van 21,6 × 17,8 cm, gemaakt in 1624-1625.
Het tafereel toont hoe iemand een chirurgijn helpt om zijn patiënt bij kennis te laten komen na een aderlating. Dat gebeurt door de flauwgevallen man aan een doek met ammonia te laten ruiken. Op een prent aan de achterzijde van het tafereel staat de signatuur RHF. Dit staat voor “Rembrandt Harmensz fecit” (Rembrandt Harmenszoon maakte dit) en is de allervroegst bekende signatuur van Rembrandt.
Een Amerikaans veilinghuis bood het schilderij in 2015 aan onder de titel Europese School, negentiende eeuw en opende het bieden bij € 250. Ondanks de slechte staat waarin het kunstwerk verkeerde, vermoedden kunstkenners dat het om een Rembrandt ging en werd het in 2016 verkocht voor € 870.000. Het paneel is sindsdien in het bezit van Thomas S. Kaplan, de eigenaar van The Leiden Collection, een New Yorkse privécollectie met ruim 200 schilderijen van 17-eeuwse meesters, met name Leidse schilders.
Onderzoek heeft uitgewezen dat het daadwerkelijk om een Rembrandt gaat. Het behoort bij een serie van vijf allegorische schilderijtjes die de zintuigen verbeelden. Rembrandts zintuigschilderijen De drie musici (het gehoor) en De operatie (het gevoel) waren al opgenomen in The Leiden Collection. Het Leidse Museum De Lakenhal is eigenaar van De brillenverkoper (het gezichtsvermogen). Het vijfde en laatste zintuigschilderij dat de smaak uitbeeldt, is (nog) niet teruggevonden.
Adriaantje Hollaer · Ahasveros en Haman aan het feestmaal van Esther · De anatomische les van Dr. Deijman · De anatomische les van Dr. Nicolaes Tulp · Andromeda aan de rots geketend · Aristoteles bij de buste van Homerus · Artemisia · Badende vrouw · Bathseba met de brief van koning David · De blindmaking van Simson · De brillenverkoper · Buitenlandse admiraal · Christus in de storm op het meer van Galilea · Christus met een staf · Danaë · David en Uria · De doop van de kamerling · Het feestmaal van Belsazar · Flora · Gelijkenis van de rijke dwaas · Historiestuk · Jacob zegent de zonen van Jozef · Jeremia treurend over de verwoesting van Jeruzalem · Het Joodse bruidje · De maaltijd in Emmaüs · Marten Soolmans en Oopjen Coppit · Mozes en de tafelen der wet · De Nachtwacht · Het offer van Abraham (1635) · Pallas Athene · Portret van een man met handschoenen in de hand · Portret van een man · Portret van Amalia van Solms · Portret van Baertje Martens · Portret van Herman Doomer · Portret van Jan Six · Portret van Johannes Wtenbogaert · Portret van Maurits Huygens · De samenzwering van de Bataven onder Claudius Civilis · De schilder in zijn atelier · De Staalmeesters · De steniging van de Heilige Stefanus · Terugkeer van de verloren zoon · Titus aan de lezenaar · Titus als monnik · De Vaandeldrager · De verloochening van Petrus · De verloren zoon in een herberg · Het vertrek van de Sunammitische vrouw · De vlucht naar Egypte · De vlucht naar Egypte · Zelfportret op jeugdige leeftijd (ca. 1628) · Zelfportret met twee cirkels · Zelfportret als de apostel Paulus